# 김태환 (1943년)
김태환(金泰煥, 1943년 9월 24일 ~ )은 대한민국 제17·18·19대 국회의원을 지낸 정치가이다.

## 학력
- 1956년 장천국민학교 졸업
- 1958년 오상중학교 졸업
- 1962년 경복고등학교 졸업
- 1966년 연세대학교 정치외교학 학사
- 1967년 대한민국 육군보병학교 졸업
- 1971년 대한민국 국방대학교 행정학사 16기
- 2001년 서울대학교 대학원 행정학 석사

### 비학위 수료
- 1984년 연세대학교 행정대학원 행정정책과정 수료

## 경력
- 1967.5~ 1974.3: 한국마루베니 근무
- 1974.4 ~ 1992.9: 금호실업 전무이사
- 1992.9 ~ 1992.10: 아시아나항공 부사장
- 2000.8 ~ 2003.12: 금호피앤비화학 대표이사
- 2004.5 ~ 2008.5: 제19대 대한민국 국회의원
- 2008.5 ~ 2012.5: 제20대 대한민국 국회의원
- 2012.5 ~ 2016.5: 제21대 대한민국 국회의원
- 2021.4 ~ 2023.9: 오케스트라어드바이저스코리아 대표이사
- 2004.1 ~ : 오상교육재단 이사장
- 2017.3 ~ : 한일친선협회중앙회 회장

## 주요 이력
- 2001년: 자유민주연합 특임행정위원
- 2002년: 한나라당 상임위원
- 2002년: 한나라당 경상북도지구당 수석부위원장

##### 한나라당전당대회준비위원회 간사
- 한나라당 조직강화특별위원회 간사
- 한나라당 경상북도지구당 위원장
- 한나라당 홍보기획본부장
- 대한태권도협회 회장
- 2012년 2월 ~ 2014년 1월 : 새누리당 중앙위원회 의장

## 역대 선거 결과
|  | 54.39% |

|  | 60.54% |

|  | 57.94% |

|  | 47.62% |

## 소속 정당
| 소속 정당 | 소속 정당    | 소속 기간 | 비고           |
| --------- | ------------ | --------- | -------------- |
|           | 자유민주연합 | 2000~2002 | 정계 입문      |
|           | 무소속       | 2002      | 탈당           |
|           | 한나라당     | 2002~2008 | 입당           |
|           | 무소속       | 2008      | 탈당           |
|           | 한나라당     | 2008~2012 | 복당           |
|           | 새누리당     | 2012~2016 | 당명 변경      |
|           | 무소속       | 2016      | 탈당           |
|           | 새누리당     | 2016~2017 | 복당           |
|           | 자유한국당   | 2017      | 당명 변경      |
|           | 무소속       | 2017~현재 | 탈당 정계 은퇴 |

## 가족 관계
- 형: 故 김윤환 前 의원(민주국민당 대표)

## 같이 보기
- 구미시 을
- 구미시의 국회의원